# Retniowiec
Retniowiec – wieś w Polsce położona w województwie łódzkim, w powiecie skierniewickim, w gminie Lipce Reymontowskie.
Wieś arcybiskupstwa gnieźnieńskiego w ziemi rawskiej województwa rawskiego w 1792 roku. W latach 1975–1998 miejscowość administracyjnie należała do województwa skierniewickiego.
W latach 1973–1976 w gminie Maków, w latach 1977–1982 w gminie Łyszkowice.